# Salto Mortale (televisieserie)
Salto Mortale (oorspronkelijke titel Salto Mortale - Die Geschichte einer Artistenfamilie) is een Duitse televisieserie over de Zwitserse familie Doria, die als acrobaten optreden in het circus. In Duitsland werd de serie uitgezonden door de ARD. Er werden in totaal achttien afleveringen gemaakt, verdeeld over twee seizoenen. De serie werd tussen januari 1969 en januari 1972 uitgezonden. In Nederland werd de serie vanaf 1969 vertoond door de VARA.

## Plot
De Zwitserse familie Doria is een rasechte circusfamilie. De familie wordt geleid door vader Carlo Doria en bestaat grotendeels uit trapezewerkers, the Flying Dorias. Er heeft echter een tragedie plaatsgevonden. Bij een brand in een circuswoonwagen is moeder Doria omgekomen en is de oudste zoon Micha verminkt geraakt door brandwonden aan zijn gezicht en hand. De familie heeft zich onder deze omstandigheden tijdelijk teruggetrokken uit het circusleven. Als echter circusdirecteur Kogler zijn Europese tournee in gevaar ziet komen, doet hij een beroep op de Dorias. Zijn vaste groep trapezewerkers heeft afgezegd en hij heeft een trapezenummer nodig. De Flying Dorias komen weer in actie. De troep is opgebouwd rond de ster van de familie, Viggo, de jongste, de enige die de drievoudige salto, de levensgevaarlijke salto mortale, beheerst. Verder is er Sacha Doria, die Micha vervangt als vanger. Zijn vrouw, de Spaanse Lorna, doet ook mee aan de trapeze. Het zusje van Sacha en Viggo, Francis doet ook een levensgevaarlijke act, ze springt geblinddoekt uit de nok van het circus. Ze is getrouwd met de Italiaan Rodolfo, die ook deel uitmaakt van de Flying Dorias. We volgen de familie die tijdens de Europese tournee verschillende Europese steden aandoet. Onderweg zijn er de nodige verwikkelingen in de familie. Zo trouwt Viggo halsoverkop met de Russische Nina. Vader Doria is niet zo blij met het huwelijk. Hij ziet Nina niet als een echte circusvrouw en vreest dat zij de carrière van Viggo zal tegenhouden. Pas als Nina haar zieke vader als clown vervangt zwicht Carlo voor zijn nieuwe schoondochter. Een andere verwikkeling speelt rond de verbitterde Micha Doria die zijn carrière als trapezewerker moest opgeven. Hij wordt verliefd op Henrike, het voormalige kindermeisje van de Doria. Samen beginnen ze een act waarbij Henrike zich ontpopt als een scherpschutter en Micha fungeert als levend doelwit. Verder zijn er de ruzies tussen de temperamentvolle Francis en haar jaloerse Italiaanse echtgenoot en de voortdurende gevaren die de leden van de Flying Dorias moeten doorstaan bij de uitvoering van hun trapezenummer.

## Hoofdrollen
- Carlo Doria Gustav Knuth
- Viggo Doria Hans-Jürgen Bäumler
- Sascha Doria Horst Janson
- Lona Doria Gitty Djamal
- Francis Doria Margitta Scherr
- Rodolfo Andreas Blum
- Mischa Doria Hellmut Lange
- Henrike Ursula von Manescul
- Kogler Hans Söhnker

## Afleveringen
In totaal werden 18 afleveringen opgenomen. In elke aflevering staat een andere Europese stad centraal. In volgorde van uitzending waren dat: Hamburg, Amsterdam, Londen, Marseille, Sevilla, Napels, Athene, Istanbul, Praag, München, Londen/München, Kopenhagen, Brussel, Bern, Venetië, Parijs, Stockholm en Wenen. Het eerste seizoen uitgezonden in zwart-wit telde tien afleveringen en werd uitgezonden tussen januari en juli 1969. Het tweede seizoen telde acht afleveringen, werd uitgezonden tussen oktober 1971 en januari 1972 en was in kleur.

## Productie
Het beroemde Circus Krone stond model voor het circus waar de Flying Dorias hun kunsten vertoonden. Het merendeel van de serie werd daar opgenomen. Sommige gedeeltes werden in andere circussen geschoten, bijvoorbeeld het Circus Knie. De kenmerkende titelmuziek van de serie gecomponeerd door Rolf-Hans Müller maakt nog altijd deel uit van het repertoire van circusorkesten.

## Dvd en film
De complete serie is in 2006 uitgegeven op dvd.